# أوتو شميت (لاعب هوكي الحقل)
أوتو شميت (بالإسبانية: Otto Schmitt)‏ هو لاعب هوكي الحقل أرجنتيني، ولد في 28 يناير 1965.

## وصلات خارجية
- أوتو شميت على موقع أوليمبيديا (الإنجليزية)